# 勃固王朝
罗摩迎（Rāmaññadesa），古代下缅甸地区由孟族建立的王国。11世纪孟族直通王国被缅甸蒲甘王朝灭亡后，孟族居住的下缅甸地区长期受到蒲甘的统治。直到13世纪晚期，孟族趁着蒲甘王朝衰落，在下缅甸重建了孟人王国。1287年，孟王瓦里鲁统一孟邦，定都于莫塔马，国号为“罗摩迎”。1369年，孟王彬尼亚乌将都城前往勃固。15世纪中后期，罗摩迎国进入到极盛时期。16世纪初，罗摩迎国再度为缅甸东吁王朝所灭。

## 历史

### 建立
1284年，元朝军队攻入缅甸，蒲甘国王那腊底哈勃德（Narathihapate）仓皇逃往卑谬。蒲甘的御舟长阿康温（Akhamwun）梦见自己一脚立于勃固、一脚立于蒲甘。一位婆罗门告诉阿康温将会称王，于是阿康温率船队叛逃归勃固，并在其孟族岳父与勃固商人的帮助下，割据孟邦称王。阿康温成功击败了蒲甘军队的围剿，不过由于太残暴，在两年被其弟棱加（Lenggya）所杀。不久后，棱加又被其弟阿坚温（Akhyemwun）所杀。阿坚温自立为王，号称“德勒帕耶”（Tara Phya），缅人则将其称为“鄂勃孟”。莫塔马的孟族商人瓦里鲁（Wareru）也杀死缅族官员阿棱玛（Aleimma），自立为王，并且获得了一头白象，号称“白象之主”。
1287年，那腊底哈勃德被其子卑谬侯底哈都所害，蒲甘王子勃生侯觉苏瓦。起兵反叛。底哈都旋即率兵攻打勃生，但是久攻不可，于是调转方向，攻击勃固。阿坚温向莫塔马王瓦里鲁，抵御缅军的进攻。底哈都在围攻勃固期间中箭身亡，缅军败退，勃生侯觉苏瓦成为蒲甘国王。击退缅军之后，莫塔马王瓦里鲁打算率兵返回莫塔马。阿坚温认为这是消灭瓦里鲁的良机，于是宣称将要先送给瓦里鲁一艘满载金花的金船作为谢礼。瓦里鲁相信了阿坚温的话，没有立即返回莫塔马。莫塔马士兵在寻找食物时，发现了正在包围他们的勃固人。瓦里鲁得知后，用金船投入水中立誓随后起兵与勃固人作战，最终在战斗中杀了了阿坚孟，夺取了勃固城，统一孟地。

### 崛起
瓦里鲁统治时期，制定了缅甸最古的法典《瓦里鲁法典》。罗摩迎向素可泰王国称臣纳贡，又于1298年向元朝派遣使臣。瓦里鲁收养了德勒帕耶的两个儿子。1306年，两名义子发动叛乱，杀死了瓦里鲁。孟族大臣起兵又杀死了叛乱者，拥立瓦里鲁之弟坤劳（Khun Lau）为王，坤劳得到了素可泰王的支持。不久后，兰那袭击了锡当河以东的孟族城市冬温（Dunwun），坤劳率兵击退了兰那人。1311年，妹夫敏巴罗（Meng Bala）发动政变，杀死坤劳。敏巴罗本欲自立为王，但是在询问其妻子后，决定立长子苏欧为王。苏欧迎娶了素可泰公主为王后。
1320年，苏欧出兵攻打了兰那的南邦。1321年，苏欧又率兵夺取了土瓦和德林达依。罗摩迎愈发强盛，不再依附于素可泰王国和畏惧缅甸。1323年，苏欧去世，其弟苏既即位，号称“彬尼亚仰底”（Binnya Ran De）。彬尼亚仰底与群臣商议后，决定前往汉达瓦底。到达汉达瓦底后，彬尼亚仰底又前往达光（Takun），朝拜佛塔。勃生（Puthin）与妙米亚（Myoung Mya）的官员发动叛乱，但是很快被平息。暹人也趁机夺取了土瓦和德林达依。彬尼亚仰底认为二城太过遥远，于是发兵北上攻打卑谬。1330年，彬尼亚仰底在战斗被杀死。
彬尼亚仰底之死引起了罗摩迎内部的混乱，莫塔马的官员既奔（Zein Pun）夺取权力，以彬尼亚仰底之女山达敏拉（Sanda Min Hla）为王后。然而既奔在位仅70天就被大臣处死。苏欧之子苏埃（Saw E）被山达敏拉拥立为王，号称甘高（Kan Kaung）。七周之后，山达敏拉将苏埃毒杀，拥立坤劳之子汉达瓦底侯彬尼亚埃劳（Binnya E Law）为王。暹人出兵攻打罗摩迎，但是被彬尼亚埃劳击退。
1348年，彬尼亚埃劳病重，其子彬尼亚埃兰（Binnya E Laung）与前国王彬尼亚仰底之子彬尼亚乌（Binnya U）争夺王位。最终，彬尼亚乌成为了国王。1369年，彬尼亚乌将都城迁往汉达瓦底。

### 灭亡

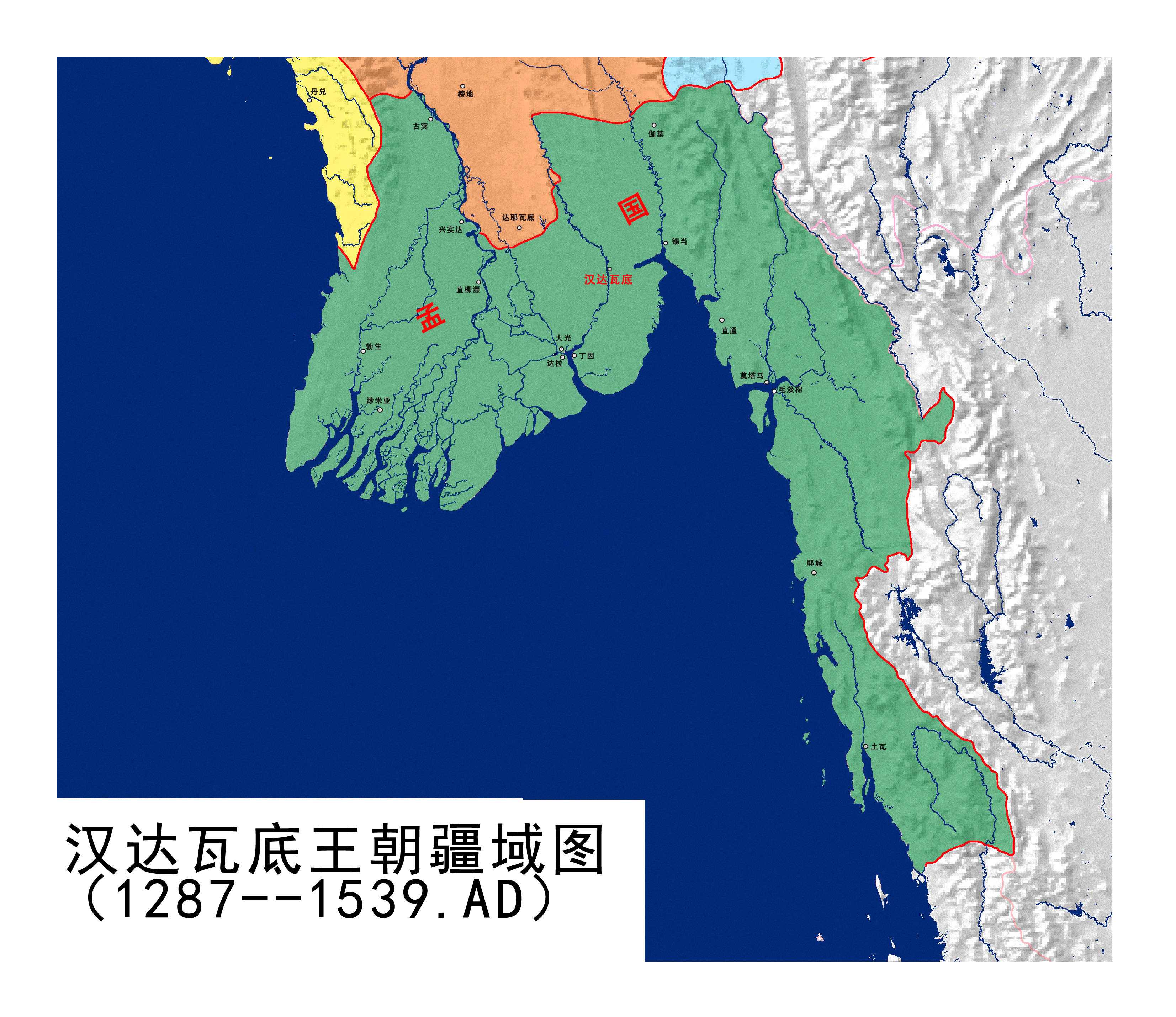
白古王朝疆域图

## 世系表
| 君主           | 在位时间               | 英文              | 其他译名     |
| -------------- | ---------------------- | ----------------- | ------------ |
| 瓦里鲁         | 1287年4月4日—1307年1月 | Wareru            | 伐丽流       |
| 坤劳           | 1307年1月—1311年3月    | Hkun Law          |              |
| 苏欧           | 1311年4月10日—1323年   | Saw O             | 修乌         |
| 苏既           | 1323年—1330年          | Saw Zein          | 修齐因       |
| 既奔           | 1330年4月—1330年4月    | Zein Pun          | 齐因分       |
| 苏埃           | 1330年4月—1330年5月    | Saw E             | 修翳         |
| 彬尼亚埃劳     | 1330年5月—1348年       | Binnya E Law      | 频耶翳劳     |
| 彬尼亚乌       | 1348年—1384年1月2日    | Binnya U          | 频耶宇       |
| 亚扎底律       | 1384年1月2日—1422年1月 | Razadhirat        | 罗娑陀利     |
| 彬尼亚达马亚扎 | 1422年1月—1424年       | Binnya Dhammaraza | 频耶陀摩罗娑 |
| 彬尼亚仰       | 1424年—1446年          | Binnya Ran I      | 频耶曩       |